# تپه ملک چشمه شیرین
تپه ملک چشمه شیرین مربوط به عصر مفرغ - عصر آهن است و در شهرستان کوهدشت، بخش طرهان، دهستان طرهان، ۲/۲ کیلومتری شمال روستای حسین‌آباد واقع شده و این اثر در تاریخ ۲۸ اسفند ۱۳۸۵ با شمارهٔ ثبت ۱۸۵۴۴ به‌عنوان یکی از آثار ملی ایران به ثبت رسیده است.